# Louis-Marie Ling Mangkhanekhoun
Louis-Marie Ling Mangkhanekhoun ( sinh ngày 8 tháng 4 năm 1944) là một hồng y người Lào của Giáo hội Công giáo. Ông giữ chức Giám quản Tông tòa Địa phận Luang Prabang từ năm 2019 và từng giữ các chức vụ như Đại diện Tông Tòa Địa phận Paksé và Giám quản Tông Tòa Địa phận Viêng Chăn. Ông được Giáo hoàng Phanxicô vinh thăng hồng y vào ngày 28 tháng 6 năm 2017 với tước hiệu Vương cung thánh đường San Silvestro in Capite, trở thành Hồng y người Lào đầu tiên của Giáo hội Công giáo.
Hồng y Ling Mangkhanekhoun nói thành thạo tiếng Khơ Mú, tiếng Lào, tiếng Pháp và tiếng Anh. Các giáo dân thường gọi ông thân mật là Giám mục Ling hay Hồng y Ling, mặc dù họ của ông là Mangkhanekhoun.

## Thân thế
Ling Mangkhanekhoun là người dân tộc Khơ Mú. Mẹ ông là người được truyền giáo và cải đạo theo Công giáo. Năm 1952, cũng giống như mẹ, Ling được rửa tội theo nghi thức Công giáo, khi ấy ông được 8 tuổi.
Trong những năm 1960, Ling Mangkhanekhoun theo học triết học và thần học tại Đại chủng viện Volountas Dei thuộc Giáo phận Edumundston, New Brunswick, Canada. Louis-Marie Ling Mangkhanekhoun đã được thụ phong linh mục vì một biến cố gấp rút tại một trại tị nạn vào ngày 5 tháng 11 năm 1972, rồi thi hành mục vụ tại Hạt Đại diện Tông tòa Viêng Chăn, Lào. Ông bị chính quyền nhà nước Lào giam cầm từ năm 1984 đến năm 1987.
Vào ngày 30 tháng 10 năm 2000, Giáo hoàng Gioan Phaolô II bổ nhiệm ông làm Giám mục phó của Hạt đại diện Tông Tòa Paksé. Louis-Marie Ling Mangkhanekhoun được Giám mục Jean Khamsé Vithavong - Đại diện Tông Tòa Viêng Chăn khi đó tấn phong giám mục vào ngày 22 tháng 4 năm 2001. Trong cương vị giám mục, ông đã phát triển lớn mạnh hệ thống giáo dục đại chủng viện. Ông đòi hỏi các ứng cử viên cho chức tư tế, sau ba năm học, phải mất từ một đến ba năm tiếp tục trải nghiệm qua các công việc mục vụ. Giám mục Louis-Marie giải thích rằng, các ứng viên sẽ phải là các "giáo lý viên, mang thuốc men, trợ giúp, cầu nguyện cho người dân miền núi. Họ hòa nhập với dân làng, sống như những người dân làng làm trong tất cả mọi thứ". Ngày 2 tháng 2 năm 2017, ông được Giáo hoàng chọn làm Giám quản Tông Tòa Viên Chăn.
Ngày 16 tháng 12 năm 2017, Tòa Thánh loan báo Giáo hoàng đã quyết định thuyên chuyển vị Hồng y người Lào làm Đại diện Tông Tòa Viêng Chăn. Sau khi giám mục Tito Banchong Thopanhong O.M.I. từ chức Đại diện Tông tòa Địa phận Luang Prabang vào năm 2019, ông được Tòa Thánh bổ nhiệm làm Giám quản Tông tòa địa phận này.

## Tông truyền
Giám mục Louis-Marie Ling Mangkhanekhoun I.V.Dei được tấn phong giám mục năm 2001, thời Giáo hoàng Gioan Phaolô II, bởi:
- Chủ phong: Giám mục Jean Khamsé Vithavong O.M.I., Giám mục Hiệu tòa Moglaena, Đại diện Tông tòa Địa phận Viêng Chăn,
- Hai giám mục phụ phong: Giám mục Jean Sommeng Vorachak, Giám mục Hiệu tòa Muzuca in Proconsulari, Đại diện Tông tòa Địa phận Savannakhet và Giám mục Pierre-Antoine-Jean Bach M.E.P., Giám mục Hiệu tòa Tituli in Proconsulari, nguyên Đại diện Tông tòa Địa phận Savannakhet.

Giám mục Louis-Marie Ling Mangkhanekhoun I.V.Dei là vị chủ phong trong lễ tấn phong giám mục của:
- Giám mục Jean Marie Prida Inthirath, vào ngày 10 tháng 4 năm 2010,[11]
- Giám mục Andrew Souksavath Nouane Asa, vào ngày 15 tháng 8 năm 2022,[12]
- Giám mục Anthony Adoun Hongsaphong, vào ngày 25 tháng 3 năm 2025.[13]